# 科赫爾湖
47°38′46″N 11°20′14″E / 47.64611°N 11.33722°E

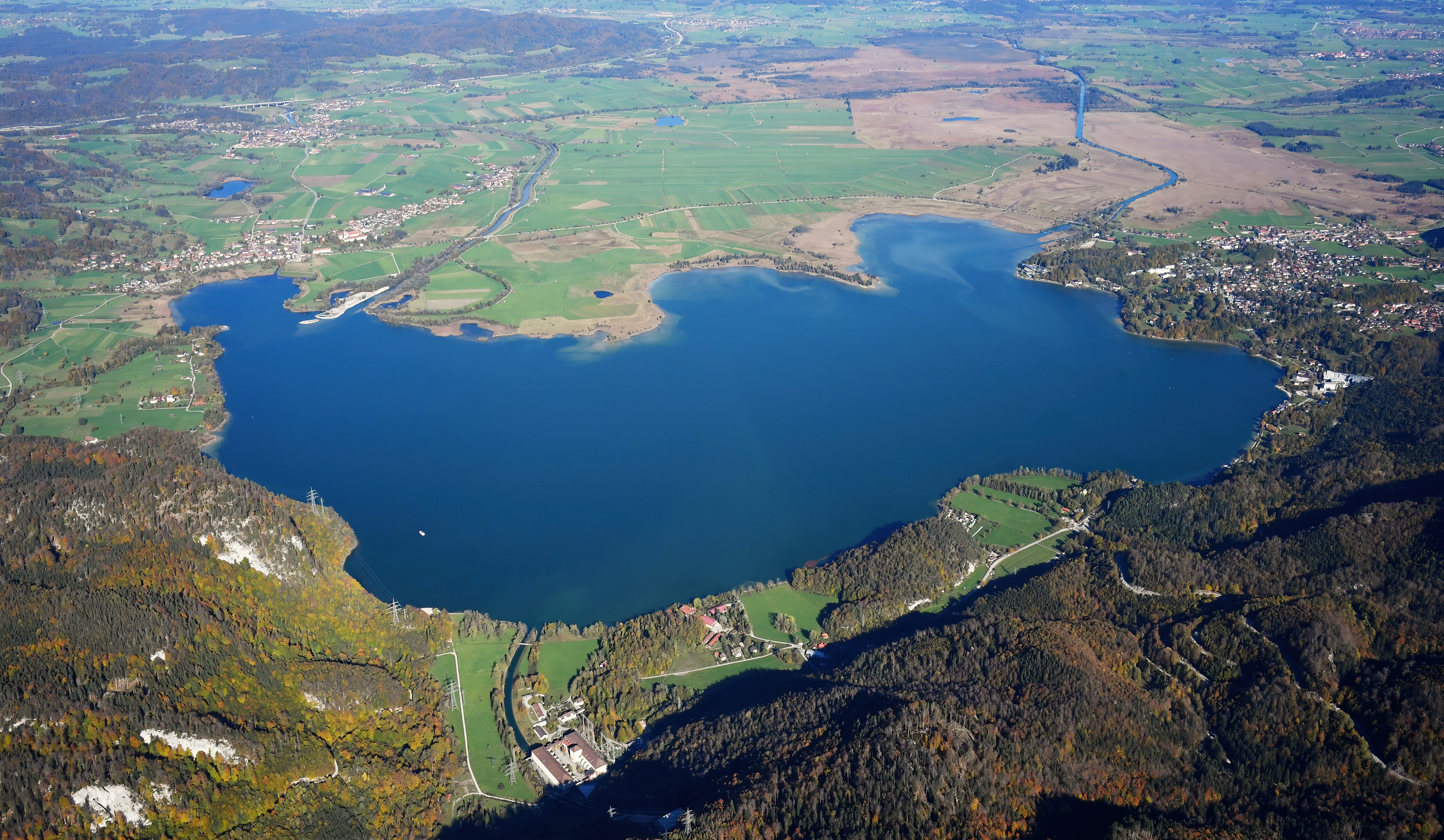

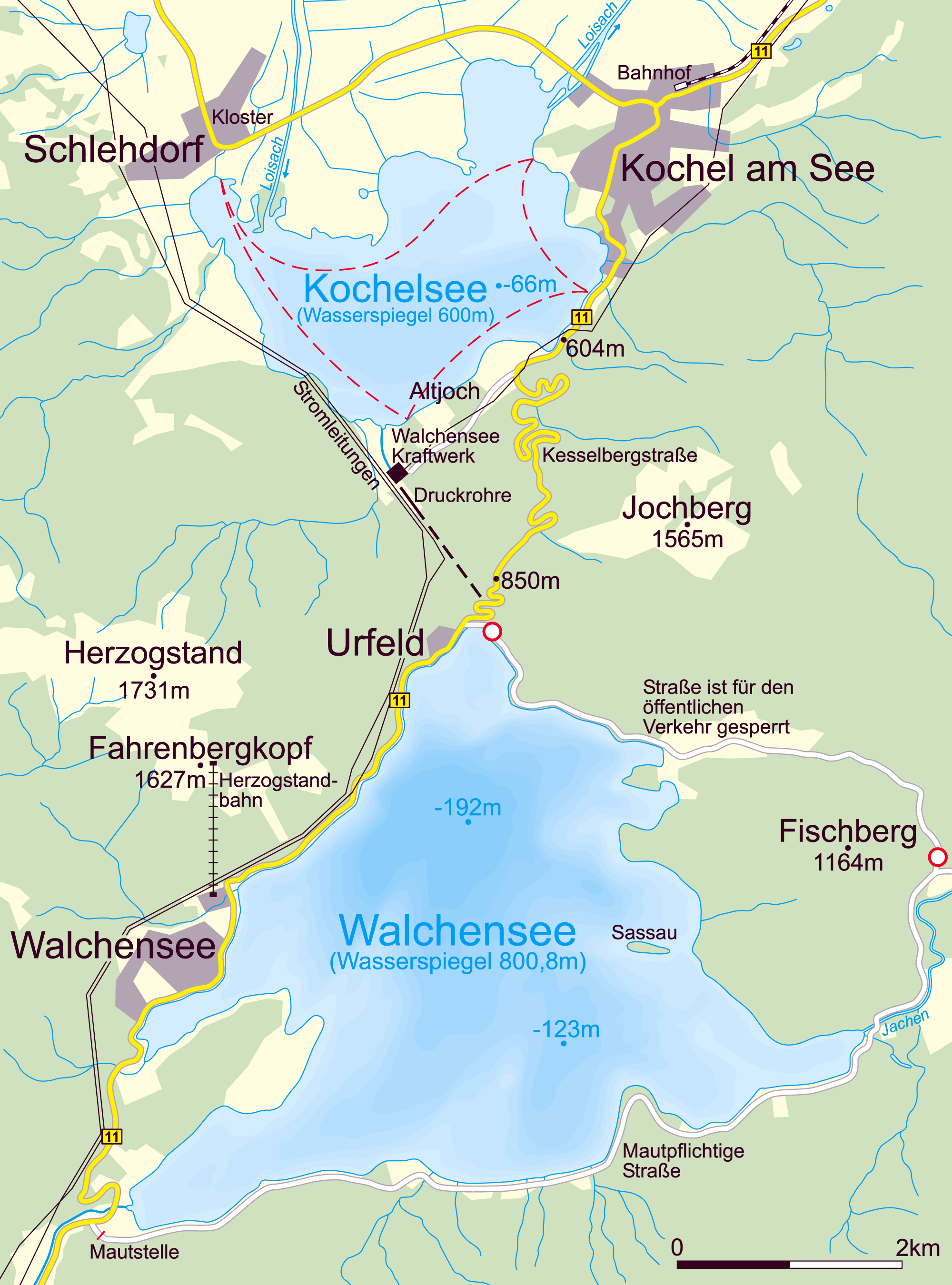
科赫爾湖和瓦爾興湖

科赫爾湖（德語：Kochelsee）是德國上巴伐利亚行政区阿爾卑斯山脈边上的湖泊，位于慕尼黑以南65公里，面積6平方公里，海拔高度600米，最大水深66米，湖岸線長度15公里。
洛伊薩赫河从湖西北方注入，东北方流出。湖西南侧是1731米高的黑措格施坦德山。
湖畔城鎮有滨湖科赫尔市和施萊多夫。1914年画家弗兰茨·马尔克在滨湖科赫尔市购买了一栋房子，在此定居。去世后也安葬在这里。

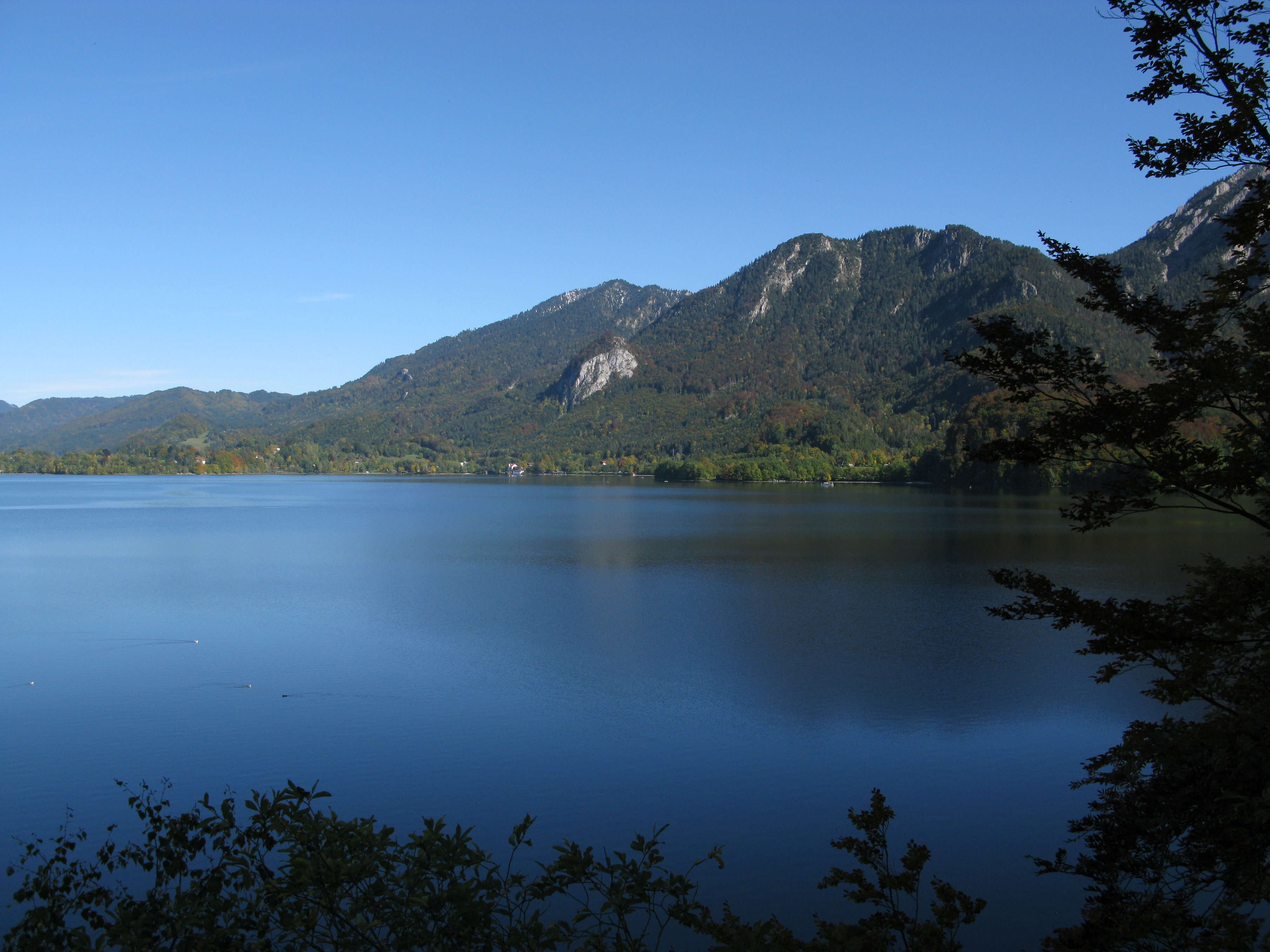
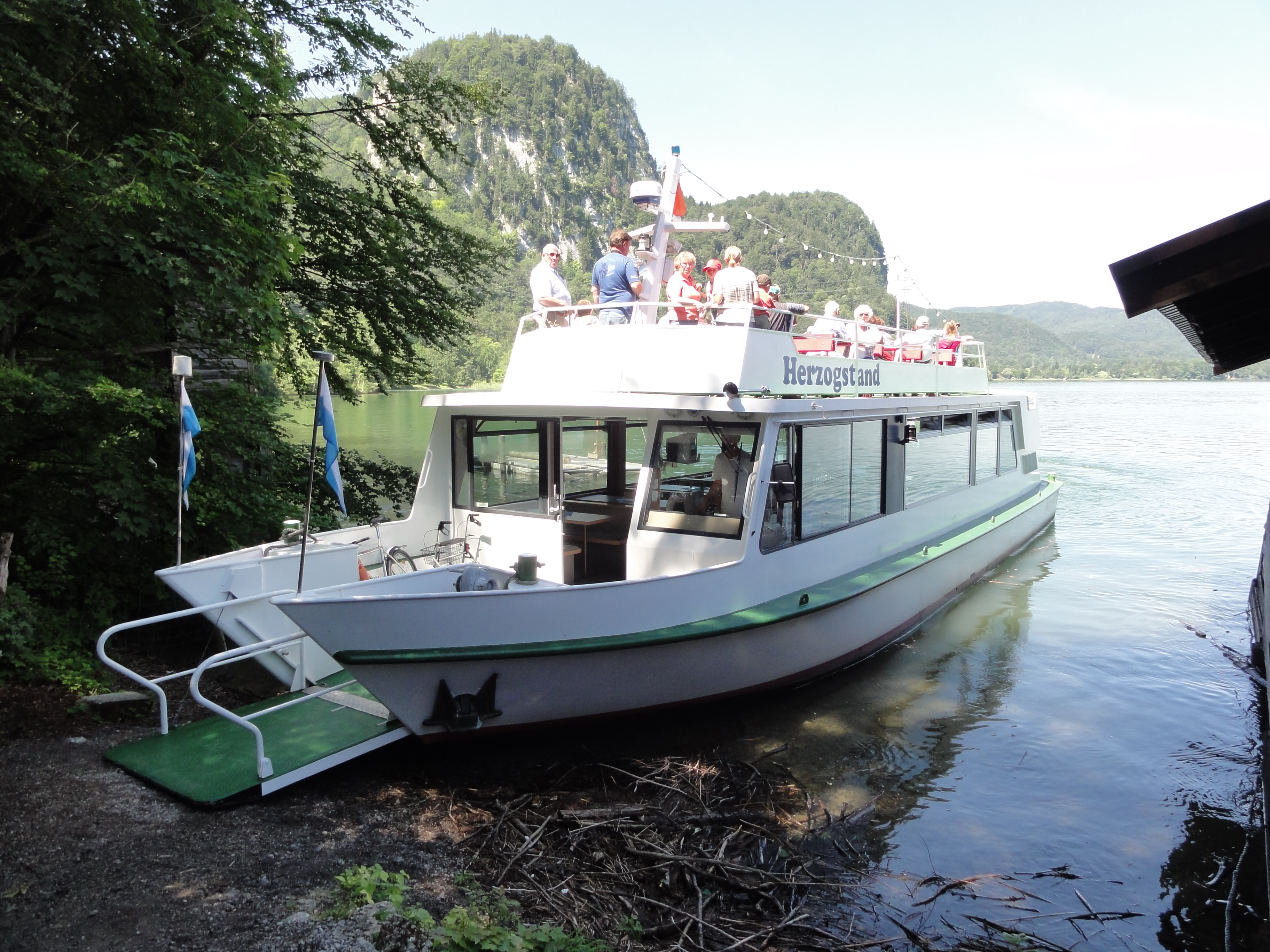
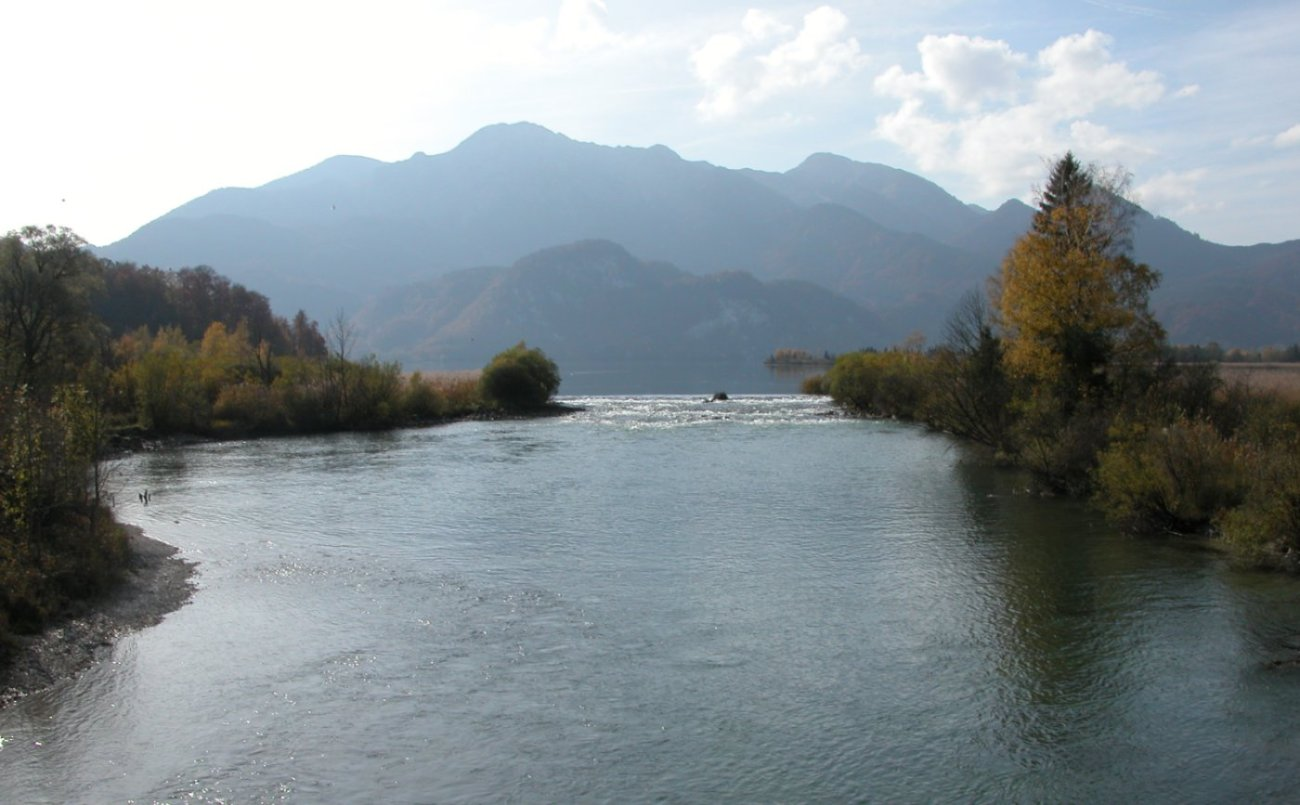
湖水从洛伊薩赫河流出
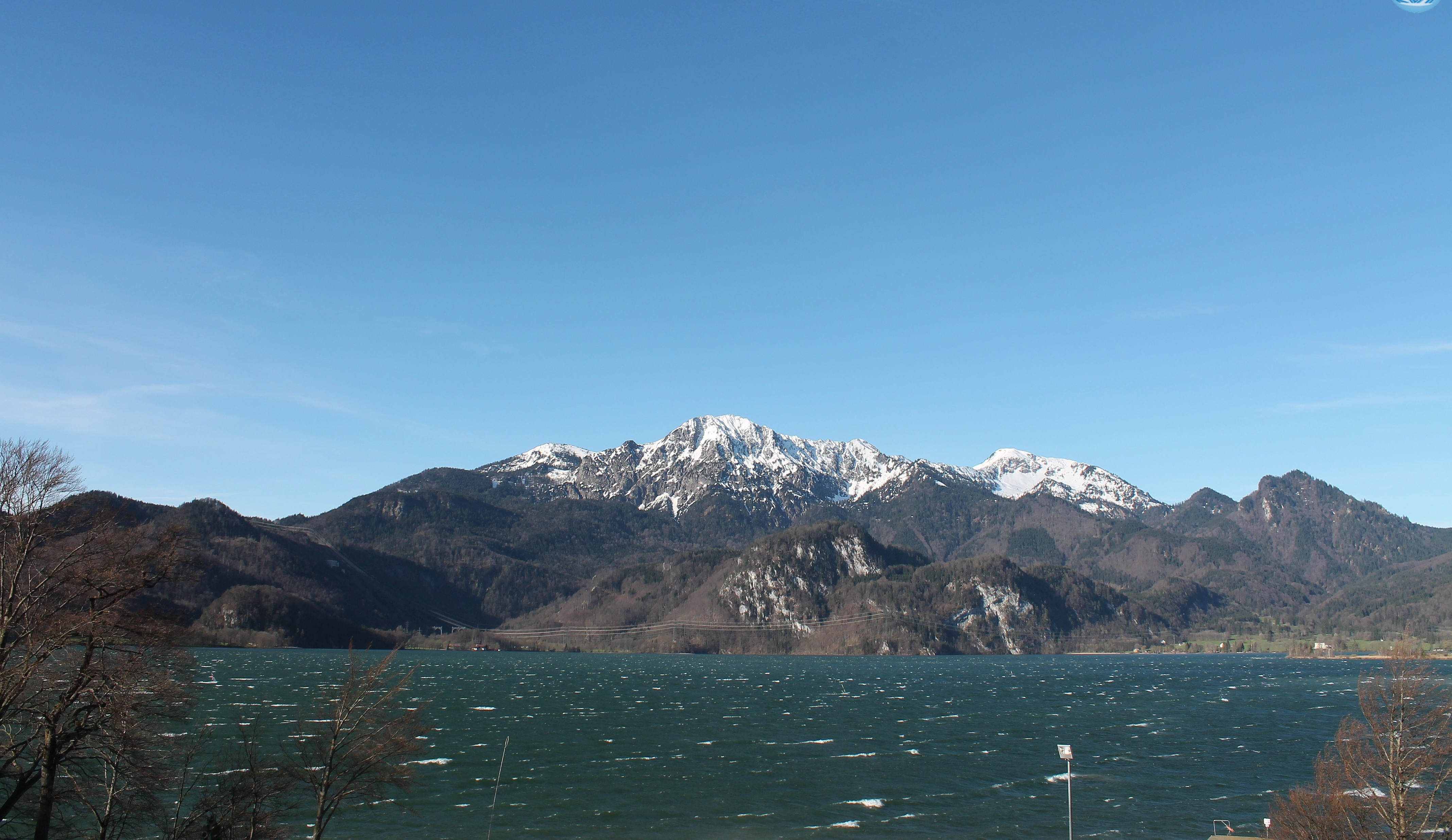